# Friendly (Virgínia de l'Oest)
Friendly és una població dels Estats Units a l'estat de Virgínia de l'Oest. Segons el cens del 2000 tenia 159 habitants.

## Demografia
Segons el cens del 2000, Friendly tenia 159 habitants, 62 habitatges, i 47 famílies. La densitat de població era de 613,9 habitants per km².
Dels 62 habitatges en un 30,6% hi vivien nens de menys de 18 anys, en un 64,5% hi vivien parelles casades, en un 11,3% dones solteres, i en un 22,6% no eren unitats familiars. En el 19,4% dels habitatges hi vivien persones soles el 9,7% de les quals corresponia a persones de 65 anys o més que vivien soles. El nombre mitjà de persones vivint en cada habitatge era de 2,56 i el nombre mitjà de persones que vivien en cada família era de 2,83.
Per edats la població es repartia de la següent manera: un 22% tenia menys de 18 anys, un 5% entre 18 i 24, un 33,3% entre 25 i 44, un 25,8% de 45 a 60 i un 13,8% 65 anys o més.
L'edat mediana era de 36 anys. Per cada 100 dones de 18 o més anys hi havia 90,8 homes.
La renda mediana per habitatge era de 33.571 $ i la renda mediana per família de 34.821 $. Els homes tenien una renda mediana de 37.500 $ mentre que les dones 15.000 $. La renda per capita de la població era de 15.386 $. Entorn del 13,2% de les famílies i el 15% de la població estaven per davall del llindar de pobresa.

## Poblacions més properes
El següent diagrama mostra les poblacions més properes.